# Mordfall Gilles Andruet
Der Mordfall Gilles Andruet ist ein französischer Kriminalfall des Jahres 1995. Gilles Andruet war seit 1982 Internationaler Meister des Schach, der in den Jahren 1984 bis 1988 in der deutschen Schachbundesliga für den SV 03/25 Koblenz gespielt hatte. Er wurde ermordet in der Nacht vom 21. auf den 22. August 1995. Die juristische Aufarbeitung des Falles führte letztlich zu keiner Verurteilung des oder der Täter oder der Auftraggeber des Mordes.

## Die Vorgeschichte
Nachdem Gilles Andruet 1988 die französische Schachmeisterschaft gewonnen hatte, wandte er sich mehr und mehr verschiedenen Glückspielen, insbesondere dem Black Jack, in Spielcasinos zu. Mit einem ausgeklügelten Spielsystem und aufgrund seiner phänomenalen Gedächtnisleistung machte er anfänglich so hohe Gewinne beim Black Jack, dass er bald Zutrittsverbot in vielen Casinos erhielt. Er wechselte zum Roulette, wo ihm jedoch seine außerordentlichen Fähigkeiten nicht mehr von Nutzen waren, und die Folge waren hohe Verluste und Verschuldungen bei Freunden und Bekannten. Nachdem Andruet ungedeckte Schecks eingereicht hatte, verhängten die französischen Banken gegen ihn ein sogenanntes „interdit bancaire“; er erhielt keine weiteren Kredite mehr und konnte bei keiner französischen Bank ein neues Konto einrichten.
Anfang August 1995 kam Gilles Andruet nach dem Verkauf einer der Familie gehörenden Immobilie in den Besitz eines Verrechnungsschecks über 398.000 Francs. Allerdings war dieser Scheck, da er über kein eigenes Konto mehr verfügte, für ihn zunächst wertlos. Er wandte sich an einen Mann, den er im Spielcasino von Enghien-les-Bains kennengelernt hatte: Joseph Liany. Mit dessen Sohn, Franck Liany, als Mittelsmann gelang es Andruet, bei der Pariser Niederlassung eines marokkanischen Bankhauses ein Konto zu eröffnen. Jener Franck Liany erhielt Vollmacht auf das Konto.
Die letzte Person, die Gilles Andruet noch lebend gesehen hat, war – außer den am Mord beteiligten – vermutlich seine Freundin Yolanda Z. Am späten Abend des 21. August 1995 fuhr er mit seinem PKW bei dem Restaurant der „L’Entrecôte“-Kette vor, in dem sie arbeitete, und wechselte aus dem Wagen heraus ein paar Worte mit ihr. In dem Wagen saßen außer Andruet noch drei weitere Personen.

## Chronologie
22. August 1995. Am frühen Morgen des 22. August 1995 entdeckt eine Gärtnerin am Ufer des kleinen Flusses Yvette in Saulx-les-Chartreux, gelegen im Département Essonne, die Leiche eines Mannes, die in ein weißes Bettlaken voller Blutflecken eingewickelt ist. Das Opfer war mit einem Baseballschläger niedergeschlagen worden, der vermutlich tödliche Schlag hatte seinen Kehlkopf zerschmettert.
24. August 1995. Unweit des Fundortes der Leiche entdecken örtliche Gendarmen einen PKW, einen Ford Sierra, der Blutspuren aufweist. Im Handschuhfach des Wagens finden sie Ausweispapiere, mit denen sich schnell die Identität des Toten ermitteln lässt: Der Tote ist der als Schachspieler bekannt gewordene Gilles Andruet, Sohn des Automobil-Rennfahrers Jean-Claude Andruet.
25. August 1995. Andruets Guthaben bei der marokkanischen Bank wird komplett abgehoben.
Anfang 1996. Yolanda Z. identifiziert Joseph Liany als einen der PKW-Insassen vom 21. August 1995.
14. August 1996. Ein gewisser Loïc Simon begeht Suizid. Jener Simon hatte zuvor gegenüber Leuten seiner Umgebung behauptet, er sei es gewesen, der Gilles Andruet mit einem Baseballschläger tödlich verletzt habe. Seine Auftraggeber, Joseph Liany und Sacha Rhoul, hätten sich geweigert, ihm den vereinbarten Anteil an der Beute, d. h. am Bankguthaben Andruets, auszuzahlen.
April 2001. Die DNA-Analyse von Haaren, die auf dem Laken gefunden wurden, in das Gilles Andruets Leiche eingewickelt war, ergibt, dass die ermittelte DNA mit der von Sacha Rhoul und der von Joseph Liany übereinstimmt.

## Die Tatverdächtigen und ihre Beziehungen zueinander
Sacha Rhoul, zum Zeitpunkt des Mordes 24 Jahre alt, war Geschäftsführer des in der Nähe des Arc de Triomphe gelegenen Restaurants „Golf de l’Étoile“.
Joseph Liany, zum Zeitpunkt des Mordes 45 Jahre alt, war ein Geschäftsmann und Gewohnheitsspieler („joueur invétéré“). Seine Schwester Sylvia ist die Mutter von Sacha Rhoul, Joseph Liany also dessen Onkel.
Franck Liany ist der Sohn von Joseph; er arbeitete im Restaurant seines Cousins Sacha Rhoul, dem „Golf de l’Étoile“.
Loïc Simon war ebenfalls im „Golf de l’Étoile“ beschäftigt.

## Die Prozesse

### 2003
Im November 2003, mehr als acht Jahre nach dem Mord an Gilles Andruet, fand vor dem „Cour d’assises“ (Geschworenengericht) von Evry im Département Essonne der erste Prozess gegen Beschuldigte statt. Angeklagt waren Joseph Liany und sein Sohn Franck. Im Vorfeld des Prozesses war es gegen die Zeugin Yolanda Z. zu Bedrohungen und Aggressionen gekommen; während des Prozesses beschuldigten sich Joseph und Franck Liany gegenseitig der unmittelbaren Mittäterschaft, was den Staatsanwalt zu der Äußerung veranlasste: „Diese beiden wollen uns von Beginn an zum Narren halten ... ein Zirkus.“ („Ces deux-là se moquent de nous depuis le début ... c’est du cirque.“) – Das Urteil: Joseph Liany wurde – als Mittäter des Mordes – zu einer 15-jährigen Freiheitsstrafe verurteilt, sein Sohn Franck – wegen „aus Mord resultierender Besitzaneignung“ („recel de produit d’un meurtre“) – zu einer 7-jährigen Freiheitsstrafe.

### 2006
Nachdem Joseph Liany Berufung eingelegt hatte und dieser stattgegeben wurde, fand im März 2006 vor dem „Cour d’assises“ ein zweiter Prozess statt. Da die in 2001 ermittelte DNA nicht eindeutig Joseph Liany zugeordnet werden konnte, sondern auch für seinen Neffen Sacha Rhoul zutraf, urteilte das Gericht – „im Zweifel für den Angeklagten“ – auf Freispruch. Sacha Rhoul hingegen, der sich der französischen Justiz 1998 durch Auswanderung nach Marokko entzogen hatte, wurde in Abwesenheit aufgrund belastender Indizien und definitiver Falschaussagen zu einem Alibi für die Nacht vom 21. auf den 22. August 1995 zu einer 15-jährigen Freiheitsstrafe verurteilt.
In den Folgejahren war es Gilles Andruets Vater, Jean-Claude Andruet, der seine Bemühungen nicht aufgab, Sacha Rhoul der gegen ihn verhängten Haftstrafe zuzuführen. Im Jahr 2009 wandte sich sein Anwalt an den Pariser Generalstaatsanwalt: Andruet sei bereit, so weit zu gehen wie Kalinka Bamberskis Vater im Fall von Dieter Krombach, d. h. Sacha Rhoul aus Marokko nach Frankreich zu entführen. Tatsächlich führte dies zu diplomatischen Aktivitäten, und Frankreich erwirkte einen Internationalen Haftbefehl gegen Rhoul. Im Februar 2010 wurde Rhoul in Marokko in Haft genommen und im März 2010 an Frankreich ausgeliefert.
Sylvia Rhoul meldete sich zu Wort. Nicht ihr Sohn Sacha sei der Auftraggeber des Mordes gewesen, sondern ihr Bruder, der 2006 freigesprochene Joseph Liany. – Bis zum erneuten Prozess gegen Sacha Rhoul – diesmal in dessen Anwesenheit – sollte es weitere fast vier Jahre dauern.

### 2014
Schließlich kam es im Januar 2014 zum dritten Prozess vor dem „Cour d’assises“ des Département Essonne über den nun bereits mehr als achtzehn Jahre zurückliegenden Mord an Gilles Andruet. Obwohl der Staatsanwalt von der zentralen Rolle Sacha Rhouls in der ganzen Angelegenheit überzeugt war („tout tourne autour de Sacha Rhoul“), plädierte auch er mangels eindeutiger Beweise für dessen Freispruch. Ihm folgte das Geschworenengericht.

## TV-Filme
- 2009: Karl Zéro: Mort d’un flambeur (in der Serie Les Faits Karl Zéro auf dem Kanal 13ème Rue).
- 2014: Bernard Faroux: Gilles Andruet - Échecs et mort (präsentiert von Frédérique Lantieri; in der Serie Faites entrer l’accusé auf France 2).[20]